# La ciudad de la oscuridad
La ciudad de la oscuridad (título original en inglés The City of Ember) es una novela posapocalíptica de ciencia ficción escrita por Jeanne DuPrau, publicada en Norteamérica en 2003 y en febrero de 2005 en España, semejante a The City Underground (La ciudad subterránea) de Suzanne Martel. Trata de las Ascuas (Ember en el original), una ciudad subterránea que progresivamente se está quedando sin recursos y aumenta en su población un estado de histeria con respecto al desconocimiento de la existencia de otro lugar al que ir, formas alternativas de abastecimiento o reparación de las infraestructuras. Los jóvenes protagonistas, Lina Mayfleet y Doon Harrow han de descifrar un mensaje corrupto que contiene la información para salir de las Ascuas, el cual dejaron los Constructores, al mundo exterior, el cual es desconocido para los habitantes.
Es el primer libro de la serie de las Ascuas o serie de Ember, una tetralogía que no se ha editado ni se planea editar al completo en España.
En 2008, Walden Media y Playtone realizaron la adaptación cinematográfica, City of Ember: En busca de la Luz, la cual provocó que se reeditara el libro y se lanzase su secuela, La Gente de Sparks en España. Sin embargo, la baja popularidad hizo que tanto el libro como la secuela fueran descatalogados, y el resto de títulos de la saga no se llegaron nunca a editar. En los países anglosajones es una saga popular, a la altura de otras tan célebres como Harry Potter, Las Crónicas de Narnia, El Señor de los Anillos o Los Juegos del Hambre.
El 25 de septiembre de 2012 salió a la venta en Norteamérica la adaptación gráfica de la novela, de la mano de Niklas Asker.

## Argumento
Unos arquitectos desconocidos, llamados “Los Constructores”(the builders), diseñaron una ciudad subterránea poblada y abastecida para durar aproximadamente doscientos años, el tiempo suficiente para que la Tierra quedara libre de ciertos males no completamente conocidos. Tras la construcción, los ingenieros le dieron a la que sería la primera alcaldesa una caja cerrada programada para abrirse dentro de doscientos años, cuya existencia solo debería saber la propia alcaldesa y su sucesor al puesto llegado el momento, con el contenido de unas instrucciones para abandonar la ciudad pasado el tiempo programado en la cerradura.
Durante varias generaciones, los alcaldes cumplen su cometido y ocultan su caja y se la dan al siguiente alcalde; hasta que el séptimo alcalde, enfermo, la roba creyendo que dentro puede haber un remedio para su enfermedad. Antes de poder devolverla o de contarle a alguien dónde está, muere.
En el año 241 la ciudad pasa por una crisis: el generador que aporta la electricidad necesaria se falla y causa apagones (la iluminación de la ciudad es eléctrica, y si se produce el apagón definitivo sería una catástrofe), y los alimentos y recursos escasean. En una ceremonia en la que se asigna un empleo a cada niño llegada la edad laboral, Lina Mayfleet (descendiente del séptimo alcalde) recibe ser trabajadora en el sistema de tuberías, y Doon Harrow el de mensajero. Lina quería ser mensajera y Doon ansiaba tener un trabajo que le permitiera conocer la ciudad a fondo y buscar una solución a todos los problemas, así que se intercambian los trabajos.
En casa, la abuela de Lina encuentra un viejo papel que, desgraciadamente, Poppy, la hermana pequeña de Lina estropea. Lina lo estudia y está convencida de que son unas instrucciones para salir de la ciudad, con la ayuda de Doon que tiene acceso al área restringida que son las tuberías deberá hallar la salida y hacérselo saber a los ciudadanos, para así abandonar la ciudad antes de que sea demasiado tarde.

## Resumen
Lina y Doon descubren que el alcalde ha dispuesto una habitación con medios suficientes para su supervivencia, para llegado el fin de la ciudad poder sobrevivir. Cuando alertan a la Guardia, descubren que esta está compinchada y son acusados de difamación y se les busca para apresarlos. Durante el Día del Canto, una festividad de las Ascuas, Lina y Doon aprovechan que la gente está congregada en un mismo punto para seguir las instrucciones y junto a la hermana pequeña de Lina, Poppy, comprobar si efectivamente existe una salida de la ciudad para poder probar que son inocentes y resolver los problemas de todos.
Una vez descubren la salida, a la cual se accede navegando en barca por el río de las Ascuas, se dan cuenta de que no serán capaces de regresar. Avanzan y salen al mundo exterior, como una alegoría de la dialéctica platónica. Encuentran un libro que alguien abandonó, explicando como la gente fue llevada a las Ascuas y desvelando su naturaleza y que todos proceden en realidad del mundo exterior. Reparan en que no le han dicho a nadie cómo salir de la ciudad y en que ahora no pueden, pero descubren un orificio mediante el cual pueden ver las Ascuas. Atan un mensaje explicándolo todo a una piedra y lo arrojan al vacío. El mensaje es recogido por la vecina de Lina, Mrs. Murdo.

## Edición en España
Rocaeditorial  y con la traducción de Lucía Lijtmaer publicó la novela en febrero de 2005, cambiando el título original, City of Ember que habría debido ser “La Ciudad de Ember” o “La Ciudad de las Ascuas” (puesto que la ciudad llamada en el original Ember se traduce a lo largo de todo el libro como las Ascuas) por La Ciudad de la Oscuridad. El libro fue descatalogado y, con el lanzamiento de la adaptación cinematográfica, creyéndose una popularización de la serie, el libro se reeditó con una nueva portada (mostrando el logo de la película) y con información sobre la película en la contraportada. Asimismo, se editó el segundo libro de la serie en español, La gente de Sparks, pero al no despertar gran interés en el mercado hispano (al igual que le pasó a la película), no se editaron más y los existentes se descatalogaron.

## Adaptación cinematográfica
Walden Media y Playtone estrenaron en 2008 bajo la dirección de Gil Kenan City of Ember: En busca de la luz, protagonizada por Saoirse Ronan y Harry Treadaway. Se terminó de filmar el octubre de 2007. En España fue estrenada el 26 de diciembre de 2008. Su lanzamiento en DVD y Blu-Ray se produjo el 20 de junio de 2009. En España no se editó en Blu-Ray.

## Premios y galardones
- 2003: Mejor libro infantil según la revista Child.
- 2003: La elección del columnista de Kirkus en la revista Kirkus.
- 2006: Premio Mark Twain.[3]
- 2006: Premio al libro de infantil de William Allen White de la Asociación americana de libros relevantes.

1. ↑  «Jeanne DuPrau.com : Coming this year! The City of Ember: The Graphic Novel!». Archivado desde el original el 12 de enero de 2012. Consultado el 24 de febrero de 2012.
2. ↑  «City of Ember (2008)».
3. ↑  «Mark Twain Award: Previous Winners». Missouri Association of School Librarians. Archivado desde el original el 21 de septiembre de 2008.